# Beverly Hungry Wolf
Beverly Hungry Wolf   (Blood Indian Hospital, 1 d'abril de 1950), també coneguda com a Sikski-Aki (lit. ‘dona de cara negra’), és una escriptora indígena del Canadà, de l'ètnia blackfoot. Concretament, pertany a la tribu Kainai. També es desenvolupa com a activista i docent, sobretot en l'àmbit de l'indigenisme.
Va néixer el 1950 al Blood Indian Hospital, vora la vila de Cardston, a l'estat d'Alberta, i va ser batejada com a Beverly Little Bear com a part de la família Little. Es va criar a la reserva índia Blood 148 i va rebre la primera formació en l'internat catòlic que hi havia. L'escola en qüestió dissuadia els estudiants d'interessar-se per les tradicions de la tribu. Malgrat tot, d'adulta Hungry Wolf va començar a investigar-les i enregistrar-les per l'interès que suscitava al seu marit alemany, Adolph Gutörhlein, que estava tan fascinat i immers en la cultura indígena que va adoptar el cognom de la seva cònjuge en casar-s'hi.
Juntament amb el seu marit, Hungry Wolf ha publicat nombrosos llibres sobre les seves experiències i les del seu poble. Va entrevistar les dones de la seva família i les més grans del poble per a recollir informació sobre els rols de gènere, les arts manuals, la criança i els mites i llegendes de l'imaginari popular; amb tot això va publicar Ways of my Grandmothers (1980). Entre d'altres, va entrevistar la seva àvia Anada-Aki, la seva tia Mary One Spot i la dona gran Paula Weasel Head. L'obra va tenir molt bona rebuda, així que se'n van fer diverses reimpressions.
En la dècada del 1960, va ser una de les primeres persones de la reserva a assistir al Lethbridge College. Així mateix, el 2011 va rebre'n un doctorat honoris causa. Formava part del programa de suport cultural als inuits, els métis i els membres de les Primeres Nacions. Com a tal, ajudava el personal docent i els estudiants de la dita institució.
Actualment viu a la Colúmbia Britànica amb el seu marit i cinc fills.

## Obres
- The Ways of My Grandmothers (1980)
- Blackfoot Craftworker's Book (1983)
- Shadows of the Buffalo: A family Odyssey Among the Indians (1983)
- Children of the Sun: Stories by and About Indian Kids (1987)
- Daughters of the Buffalo Women: Maintaining the Tribal Faith (1996)